# Aleoeten

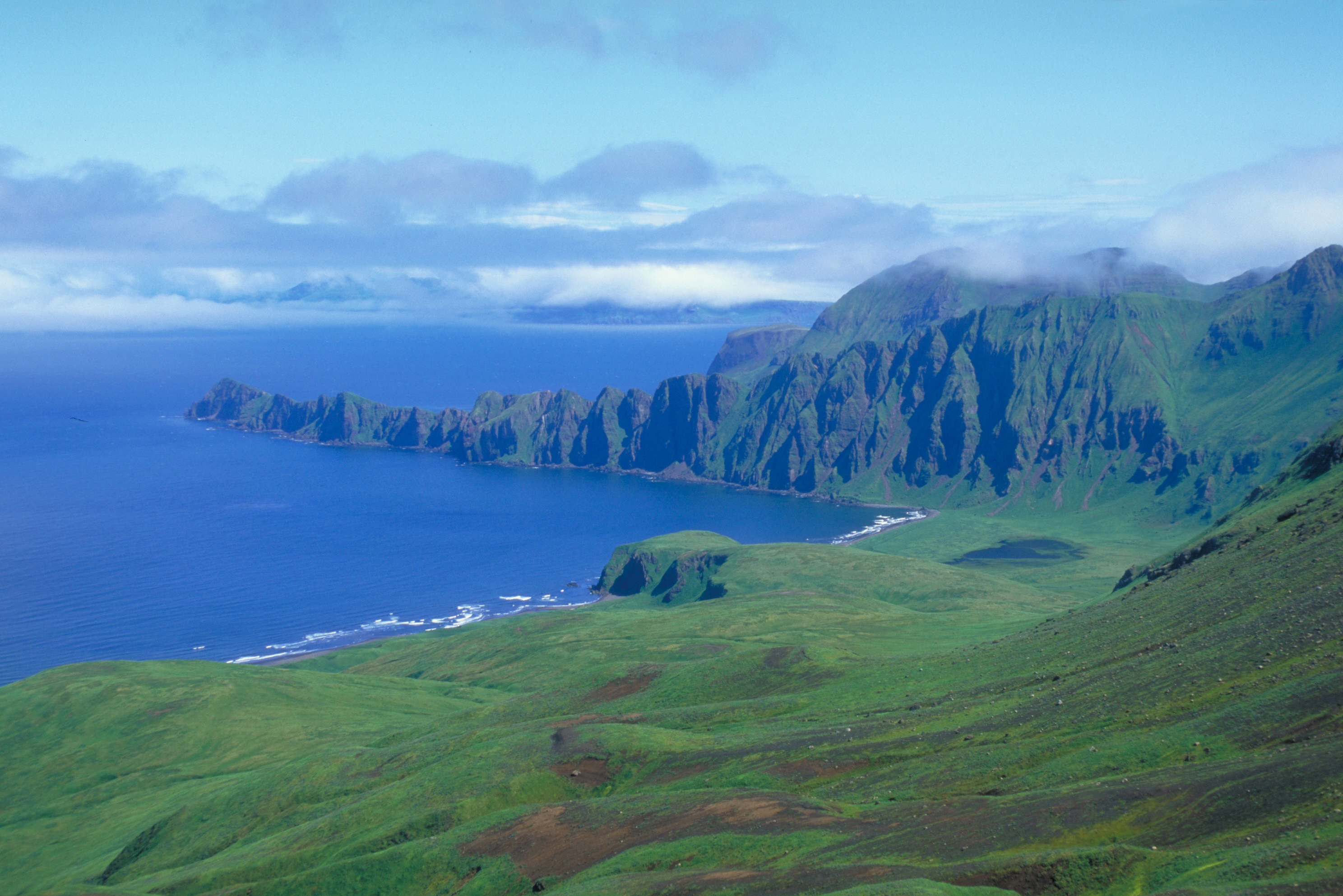
Landschap op Akutan Island

De Aleoeten (Engels: Aleutian Islands, Russisch: Алеутские острова) zijn een eilandengroep in het noorden van de Grote Oceaan, gelegen tussen de Verenigde Staten van Amerika en Rusland. De meeste van deze eilanden zijn in 1867 door de VS van Rusland gekocht en horen nu bij de staat Alaska. Alleen het meest westelijke deel van de eilandengroep (de Komandorski-eilanden) hoort nog steeds bij Rusland. De eilanden waren voor 1867 bekend als de Catharina-archipel.

## Naam en locatie
De naam komt waarschijnlijk uit het Tsjoektsjisch en betekent letterlijk "eiland". De Aleoeten zijn een ketting van kleine eilanden die samen een eilandenboog vormen. Van het schiereiland Alaska tot het schiereiland Kamtsjatka strekt deze eilandenboog zich zo'n 1900 km uit. De Aleoeten vormen de noordelijke boog van de Pacifische Ring van Vuur, een gebied van frequente bodemactiviteit, wat zich uit in vulkanen en aardbevingen.

## Geografie
De Aleoeten bestaan uit vier groepen; Fox-, Andreanof-, Rat- en de Near Islands. Deze liggen alle tussen 172° OL en 163° WL. Doordat de Aleoeten aan beide kanten van de 180e lengtegraad liggen, liggen de Verenigde Staten op zowel het oostelijk als op het westelijk halfrond.
De Aleoeten liggen tussen de Pacifische en Noord-Amerikaanse plaat. De ketting van eilanden is eigenlijk een voortzetting van het Aleoetische gebied op het vasteland.
Vlak bij het vasteland van Alaska gaat de as van de archipel in zuidwestelijke richting, maar bij de 179e meridiaan (W) verandert de richting naar het noordwesten. Deze verandering in richting correspondeert met een hoek in de lijn van vulkanische kloven, die de oorzaak zijn van het ontstaan van de eilanden.
Het grootste deel van de eilanden draagt duidelijke sporen die duiden op een vulkanische oorsprong, en aan de noordelijke kant van de groep vindt men talloze vulkanen, waarvan sommige actief. De meeste eilanden zijn echter niet volledig vulkanisch, maar bevatten sedimentaire gesteentes, barnsteen en steenkool. De kusten zijn rotsachtig, en de benadering erg gevaarlijk. Het land rijst onmiddellijk op van de kust naar steile, hoge bergen.
De vulkaan Makushin (1734,61 m) is zichtbaar vanaf Unalaska, en de vulkanische eilandjes Bogoslof en Grewingk (die uit de zee verrezen in 1796 respectievelijk 1883) liggen ongeveer 48 km ten westen van de baai.
In 2002 werd er onder de eilandketen een supervulkaan ontdekt. Een aantal eilanden vormen zeer waarschijnlijk een aantal actieve vulkanen die druk op de magmakamer nog laag houden. De vulkaan Cleveland is een van de meest actieve van deze vulkanen. De magmakamer van deze vulkaan heeft een diepte van 30 km.

## Klimaat
De eilanden hebben een oceanisch klimaat met gematigde en vrij onveranderlijke temperaturen en zware regenval. Er hangt een bijna constante mist. De zomers zijn veel koeler dan op het vasteland bij Sitka, maar de wintertemperatuur is vrijwel gelijk aan die in Alaska. De gemiddelde temperatuur op Unalaska is ongeveer 3,4 °C (-1,1 °C in januari, 11,1 °C in augustus). De hoogst gemeten temperatuur is 25,6 °C. De laagst gemeten temperatuur is −15 °C.
De gemiddelde hoeveelheid regen in één jaar is ongeveer 2000 mm. Unalaska is met ongeveer 250 regenachtige dagen per jaar de regenachtigste plaats in de VS.

## Bevolking
De bevolking noemt zichzelf "Ungangan". De taal die men spreekt is nauw verwant aan de Eskimo-talen. In 2000 woonden er 8162 mensen op de eilanden. Meer dan de helft, namelijk 4283 inwoners, leefden in de grootste nederzetting op Unalaska.
Het groeiseizoen op de eilanden is ongeveer 135 dagen lang, van begin mei tot eind september. Landbouw is er echter beperkt tot het planten en oogsten van een paar soorten groenten. Met uitzondering van een paar wilgen staan er geen bomen op de eilanden, maar de bodem is wel bedekt met kruiden: grassen, moerasgrassen en vele bloeiende planten. Op de minder bergachtige eilanden zou het houden van schapen en rendieren mogelijk zijn. Verder ontwikkelden de bewoners goede vaardigheden op het gebied van jagen en het maken van manden. Deze manden zijn opvallend fijn en zorgzaam geweven met verscheurde stelen van strandrogge.

## Geschiedenis
Omdat de eilanden als het ware een brug vormen tussen Rusland en Amerika, denken de meeste antropologen dat dit de route was die de eerste menselijke bewoners van Amerika namen, waarschijnlijk via de (nu verdwenen) Beringlandbrug tijdens de laatste ijstijd. De eerste bewijzen van menselijke bewoning in Amerika liggen veel verder naar het zuiden, in Nieuw-Mexico en Peru; de vroegste bewijzen in Alaska zijn waarschijnlijk ten onder gegaan bij het rijzen van de zeespiegel in de huidige interglaciale periode.
Vanaf 1741 kwamen ontdekkingsreizigers, handelaren, kolonisten en missionarissen vanuit Rusland. In 1741 stuurde de Russische overheid Vitus Bering, een Deen in dienst van Rusland, en Aleksej Tsjirikov (een Rus) met de schepen Heilige Peter (Swiatoj Pietr) en Heilige Paul (Swiatoj Pavl) op een ontdekkingsreis in het noordelijk deel van de Grote Oceaan, de Tweede Kamtsjatka-expeditie. Nadat de schepen van elkaar gescheiden werden door een storm, ontdekte Tsjirikov verschillende oostelijke eilanden van de Aleoeten en Bering verschillende westelijke eilanden. De laatste leed uiteindelijk schipbreuk en stierf bij een van de Komandorski-eilanden dat naar hem vernoemd is: (Beringeiland). De overlevenden van de schipbreuk rapporteerden dat de eilanden rijk waren aan "bontdragende dieren".
Siberische bontjagers kwamen naar de Komandorski-eilanden en verplaatsten zich vanaf daar naar het oosten, over de Aleoeten naar het vasteland. Op deze manier kregen de Russen voet op de noordwestelijke kust van Noord-Amerika. De Aleoeten hoorden bij Rusland, totdat dat land in 1867 al zijn bezittingen in Noord-Amerika overdroeg aan de VS.
De Russen waren niet bepaald zachtzinnig in de uitbreiding van hun grondgebied. Ze gebruikten technologie en wreedheid om arbeid van de Aleoeten af te dwingen, vooral voor de zeeotterjacht. De Russen vingen otterhuiden bij de Aleoeten, in de Golf van Alaska, langs de kusten van Alaska, zelfs langs de kusten van Californië. Sommige Ungangan werden verhuisd naar Pribilofeilanden zodat daar zeehonden zouden worden gevangen.
In 1760 voerde de Russische handelaar Adriejan Tolstych een gedetailleerd bevolkingsonderzoek uit in de buurt van Adak en werd Russisch burgerschap uitgebreid tot de Aleoeten.
Ondanks sommige pogingen in de jaren 1790 om de slavernij te elimineren en wrede behandeling te verminderen, waren veel Russische bedrijven nog steeds afhankelijk van de Aleoeten voor de levering van hun bont.
Tijdens zijn derde en laatste reis in 1778 onderzocht Kapitein James Cook het oostelijke gedeelte van de Aleoetische archipel, bepaalde de positie van enkele belangrijke eilanden en verbeterde vele fouten van vroegere navigators.
Een van de eerste christelijke missionarissen die in het gebied aankwam was een monnik met de naam Herman, die in 1793 arriveerde met negen andere Russische Orthodoxe monniken en priesters. Na twee jaar was Herman de enige overlevende van deze groep. Hij bleef wonen op Spruce eiland, vlak bij Kodiak eiland, en verdedigde meermaals de rechten van Aleoeten tegen de Russische bedrijven. In de Orthodoxe Kerk staat hij nu bekend als de Heilige Herman van Alaska.
Een andere christelijke missionaris van de Russisch-Orthodoxe kerk die al vroeg naar de eilanden afreisde was de priester Ioan Veniaminov die op Unalaska aankwam in 1824. Na zijn monnikswijding werd hij in 1840 bisschop Innokentij en verhuisde naar Sitka. In de Orthodoxe kerk staat hij nu bekend als de Heilige Innokentij van Moskou, apostel van Alaska.
In 1906 rees een nieuwe vulkanische kegel op tussen Bogoslof en Grewingk, dicht bij Unalaska, gevolgd door een tweede in 1907. Deze kegels werden bijna vernietigd door een explosieve uitbarsting op 1 september 1907.
De belangrijkste nederzettingen lagen op Unalaska. De oudste was Iliuliuk (ook wel Unalaska genoemd), die in 1760-1775 werd gesticht. Er is een douanekantoor, een Russisch-Griekse kerk, een weeshuis van de Methodisten, en het hoofdkwartier voor een aanzienlijke vloot van Amerikaanse schepen die patrouilleren bij de Pribilofeilanden. De eerste openbare school in Unalaska opende in 1883. Aangrenzend is Dutch Harbor, zo genoemd omdat het verhaal gaat dat een Nederlands schip er als eerste binnenvoer. Het is een belangrijke haven voor de handel op de Beringzee.
Het Congres van de Verenigde Staten breidde in 1924 Amerikaans burgerschap uit tot alle Indianen (zodat de inheemse volkeren van Alaska nu bij de V.S. hoorden).
In 1933 werd er een ziekenhuis gebouwd door de Amerikaanse Dienst van Indiaanse Zaken. Tijdens de Tweede Wereldoorlog werden de Aleoeten bezet door de Japanners, nadat ze Agattu, Attu en Kiska waren binnengevallen.
De Verenigde Staten, die de Japanse militaire codes hadden gebroken, wisten dat dit een afleidingsmanoeuvre was en zetten niet veel manschappen in voor de verdediging van de eilanden. Sommige Amerikanen werden meegenomen naar Japan als krijgsgevangenen. Het grootste deel van de burgerbevolking van de Aleoeten werd door de Verenigde Staten ondergebracht in kampen in Alaska. De Amerikaanse strijdkrachten streden tegen de Japanners op Attu en herwonnen de controle op de eilanden. De eilanden waren daarmee het enige Amerikaanse grondgebied dat door de asmogendheden werd bezet.
Maandag 3 juni 2002 werd gevierd als "Dutch Harbor Remembrance Day". De gouverneur van Alaska gaf opdracht de staatsvlaggen halfstok te hangen om de 78 militairen te eren die tijdens de tweedaagse aanval in 1942 stierven. Het bezoekerscentrum "Aleutians World War II Campaign National Historic Area" werd geopend in juni 2002.